# Eddie Dowling
Eddie Dowling (11 de diciembre de 1889 — 18 de febrero de 1976) fue un actor, guionista, dramaturgo, director y productor teatral, y compositor de nacionalidad estadounidense. 

## Biografía
Su verdadero nombre era Joseph Goucher. Nacido en Woonsocket (Rhode Island), era el decimocuarto de un total de 17 hermanos, siendo su padre, Charles Goucher, de origen francocanadiense y su madre, Bridget Mary Dowling, de ascendencia irlandesa. Su nombre intermedio fue "Narcisse" o "Nelson", según fuentes. Adoptó su nombre artístico del que su madre tenía de soltera.

## Carrera
Downling actuó en el medio teatral a lo largo de varios años. Su papel más famoso fue el de "Tom Wingfield" en la obra representada en el circuito de Broadway El zoo de cristal, junto a Laurette Taylor y Julie Haydon. En 1944 había producido el estreno de la pieza, representada Chicago.

## Vida personal
Dowling estuvo casado con la actriz teatral nacida en Glasgow, Escocia, Rachel "Ray" Rice (30 de octubre de 1888 — 28 de enero de 1984), especializada en comedia Slapstick. Tuvieron dos hijos, Jack y Maxine. Jack Dowling falleció en acto de servicio durante la Segunda Guerra Mundial.
Eddie Dowling falleció en Smithfield (Rhode Island) en 1976. Tenía 86 años de edad. Su viuda falleció en 1984, a los 95 años, en East Hampton (Nueva York).